# Нцочане
Нцочане (англ. Ncotshane) — город на востоке Южно-Африканской Республики, на территории провинции Квазулу-Натал. Входит в состав района Зулуленд.

## Географическое положение
Город находится в северной части провинции, на берегах одноимённой реки, вблизи границы со Свазилендом, на расстоянии приблизительно 273 километров к северо-северо-востоку (NNE) от административного центра провинции Питермарицбурга.

## Население
По данным официальной переписи 2001 года, население составляло 14 327 человек, из которых мужчины составляли 45,29 %, женщины — соответственно 54,71 %. Негры составляли 99,92 % от населения города; цветные — 0,08 %. Язык большинства населения (98,99 %) — зулу.